# Isaac Bashevis Singer
Isaac Bashevis Singer (Jiddisch: יצחק באַשעוויס זינגער) (Leoncin bij Warschau, 11 november 1903 - Miami, Florida, 24 juli 1991) was een in Polen geboren Joodse schrijver, die in 1943 Amerikaans staatsburger werd. Hij schreef in het Jiddisch. In 1978 werd hij onderscheiden met de Nobelprijs voor Literatuur.

## Biografie
Singer werd geboren als Isaac Hertz Singer, maar gebruikte behalve het pseudoniem Warhofsky de schrijversnaam Isaac Bashevis Singer. Zijn vader en grootvader waren arme chassidische rabbi's en ook zijn moeder Bathsheba (Jiddisch: Bashevis) was een rabbijnsdochter. Zowel zijn oudere broer Israel Joshua Singer, bekend van De gebroeders Ashkenasi en Yoshe Kalb, als zijn zuster Esther Kreitman waren literair actief.
Singer groeide op in de arme Jiddisch-joodse wijk van Warschau, waar zijn vader werkte als rabbijn, rechter en geestelijk leider. Hij woonde tijdens de Eerste Wereldoorlog in het sjtetl Bilgoraj waar hij Esperanto leerde en in deze taal een eerste verhaal probeerde te schrijven.
In 1920 bezocht hij het Rabbijns Seminarium te Warschau, maar keerde spoedig terug naar Bilgoraj, waar hij in zijn onderhoud voorzag door het geven van Hebreeuwse les. In 1923 verhuisde hij weer naar Warschau, waar hij werkte op de redactie van het Jiddische literaire tijdschrift Literarische bleter uitgegeven door zijn broer, die een sterke invloed op zijn seculier-geestelijke ontwikkeling had.
Singer debuteerde met Der Sotn in Goray (Satan in Goray), een kroniek over de gebeurtenissen rondom de valse messias Sjabbatai Zwi. Zijn debuut werd in 1935 in Polen gepubliceerd maar Singer emigreerde naar de VS wegens het toenemende antisemitisme nadat Hitler aan de macht kwam in Duitsland. Hij verliet zijn vrouw Rachel, die met hun zoon Israel naar Moskou en later naar Palestina vertrok. In New York vond hij werk als journalist en feuilletonschrijver bij de Jiddische krant Forverts (Voorwaarts, Jewish Daily Forward) en trouwde in 1940 met de Duitse émigrée Alma Haimann.
Sinds de jaren 40 groeide Singers reputatie bij de Jiddische gemeenschap in Amerika. Na WO II was de joodse cultuur in Midden- en Oost-Europa vernietigd, maar de Jiddische taal en de cultuur leefde mede dankzij het werk van Singer voort in de VS. In een interview beschreef hij de Jiddische geest die in zijn werk voortleefde als "een soort mystiek gevoel waarin volgens mij een waarheid schuilt." (Encounter, 1979)
Hij beschreef in zijn werken de leefwereld in het getto van Warschau en de sfeer van de Oost-Europese sjtetls met haar geloof en bijgeloof, folklore, de kloof tussen joden en hun omgeving. Later werd zijn hoofdthema gevormd door de ervaringen en gevolgen van de Holocaust en de positie van de joden in Amerika. Kenmerkend voor zijn verhalen zijn de occulte en mystieke inslag - kenmerkend voor de vlucht uit de ellende -, de warme belangstelling en liefde voor zijn onderwerpen en de fantastische elementen en humor waarmee hij zijn werk doorspekt. Zijn boeken tonen zowel edelmoedigheid als misdadig gedrag, liefde en grove erotiek, religieuze overgave en wanhopig (on)geloof. Een singeriaans thema is ook het ethisch vegetarisme: "Hoe kan de mens liefde van God verwachten, wanneer hij zelf voor zijn culinair genoegen dieren doodt?"
In 1966 verscheen een autobiografisch werk met herinneringen aan de tijd in Polen onder de titel In my Father's Court (in het Nederlands verschenen onder de titel Het hof van mijn vader). Zijn korte verhaal Yentl werd in 1983 verfilmd onder dezelfde naam door Barbra Streisand (regie en hoofdrol). Een belangrijk thema in Singers werk is de botsing tussen de oude, traditionele waarden en de moderne wereld, tussen orthodoxie en vrijdenkerij. Dit thema is uitgewerkt in zijn epische romans De familie Moskat (1950), The Manor (1967) en The Estate (1969), die wel zijn vergeleken met Buddenbrooks van Thomas Mann. Behalve romans en verhalen schreef Singer ook kinderboeken, enkele toneelstukken, autobiografische werken en essays.

### Romans
- Satan in Goray (1935) (Satan in Goray)
- The Family Moskat (1950) (De familie Moskat)
- The Magician of Lublin (1960) (De duizendkunstenaar van Lublin / De magiër van Lublin)
- The Slave (1962) (De slaaf)
- The Manor (1967) (De landheer van Jampol / Het landgoed)
- The Estate (1969)
- Enemies, a Love Story (1972) (Vijanden, een liefdesroman)
- Shosha (1978) (Shosha)
- Reaches of Heaven (1980)
- The Penitent (1983) (De boeteling)
- The King of the Fields (1988) (De koning van de akkers)
- Scum (1991) (Schorem)
- The Certificate (1992) (Het visum)
- Meshugah (1994) (Mesjogge)
- Shadows on the Hudson (1998) (Schaduwen aan de Hudson)

### Korte-verhalenbundels
- Gimpel the Fool and other Stories (1957) (Gimpel de schlemiel / Simpele Gimpl)
- The Spinoza of Market Street (1961) (De Spinoza van Warschau)
- Short Friday (1964) (Vroege sabbat / Yentl)
- The Seance and other Stories (1968)
- A Friend of Kafka (1970) (Een vriend van Kafka)
- A Crown of Feathers (1973)
- Passions (1975)
- Old Love (1979) (Oude liefde)
- Collected Stories (1982)
- The Image and other Stories (1985) (De echtscheiding)
- The Death of Methuselah and other Stories (1988) (De dood van Methusalem)
- A letter from mama and other uncollected stories (2024)

### Verzamelde essays
- Writings on Yiddish and Yiddishkayt: The War Years, 1939-1945 (2023)
- Old truths and new clichés (2024)
- Writings on Yiddish and Yiddishkayt: A Spiritual Reappraisal, 1946–1955 (2025)

### Toneel
- Teibele and her Demon (1983) (Teibele en haar demon)

### Memoires
- In My Father's Court (1966) (Het hof van mijn vader)
- A Day of Pleasure (1969) (Een heerlijke dag)
- A Little Boy in Search of God (1976) (Op zoek: Een kleine jongen op zoek naar God)
- A Little Boy in Search of Love (1978) (Op zoek: Een jongeman op zoek naar liefde)
- Lost in America (1981) (Reddeloos verloren in Amerika)
- More Stories from My Father's Court (1999) (Meer verhalen uit het hof van mijn vader)

### Kinderboeken
- Zlateh the Goat (1966) (Zlateh de geit)
- Mazel and Shlimazel (1967)
- The Fearsome Inn (1967)
- When Schlemiel went to Warsaw (1968) (Toen Schlemiel naar Warschau ging)
- The Golem (1969) (De golem)
- Elijah The Slave (1970)
- Joseph and Koza or the Sacrifice to the Vistula (1970)
- Alone in the Wild Forest (1971)
- The Topsy-Turvy Emperor of China (1971)
- The Wicked City (1972)
- The Fools of Chelm (1973) (De geschiedenis van de dwazen van Chelm)
- Why Noah Chose the Dove (1974) (Waarom Noach de duif koos)
- A Tale of Three Wishes (1975)
- Naftali and the Storyteller and His Horse, Sus (1976)
- The Power of Light (1980)
- Yentl the Yeshiva Boy (1983)
- Stories for Children (1986) (Kinderverhalen)
- Shrew Todie and Lyzer the Miser and Other Children's Stories (1994)
- The Parakeet Named Dreidel (2015)

### Verzameld werk
- Collected stories volume 1 (2004)
- Collected stories volume 2 (2004)
- Collected stories volume 3 (2004)

## In vertaling
Vertalers van Singer staan voor het probleem dat er van zijn meeste werk twee versies bestaan: een Jiddische en een Engelse. Beide versies werden door hemzelf gecreëerd met een ander lezerspubliek voor ogen. Singer benadrukte dat ook de meer directe Engelse versie authentiek was (een "tweede origineel"). Hoewel chronologisch veelal secundair, wenste hij ze als basis voor verdere vertalingen. De meeste Nederlandse vertalers hebben dit dan ook gedaan, al zijn er, zoals Mira Rafalowisz, die het meer meanderende Jiddisch als grondtekst namen.